# Shitai
Shitai är ett härad i staden Chizhou i provinsen Anhui i östra Kina.
Häradet är indelat i sex köpingar och två socknar.
Köpingar (zhen):

- Dingxiang (丁香镇)
- Hengdu (横渡镇)
- Qidu (七都镇)
- Renli (仁里镇)
- Xianyu (仙寓镇)
- Xiaohe (小河镇)

Socknar (xiang):

- Dayan (大演乡)
- Jitan (矶滩乡)